# Arno (cantor)
Arnold Charles Ernest Hintjens (21 de maio de 1949 – 23 de abril de 2022), mais conhecido pelo seu nome artístico Arno, foi um cantor belga nascido em Ostende. Ele foi o frontman do TC Matic, uma das bandas belgas mais conhecidas da década de 1980. Depois que a banda se separou em 1986, ele começou a fazer carreira solo.
Arno cantou em uma mistura de inglês, francês, holandês e seu dialeto nativo Ostend-Flemish. Para o TC Matic, banda que alcançou sucesso artístico moderado em toda a Europa, ele escreveu ou co-escreveu todo o material da banda, grande parte dele junto com o guitarrista e o produtor Jean-Marie Aerts. Depois de seguir carreira solo, lançou mais de uma dezena de álbuns durante uma carreira de sucesso. Em 2002 recebeu o título de "Chevalier des Arts et des Lettres" (Cavaleiro das Artes e da Literatura) do governo francês. Uma biografia de 2004 de Gilles Deleux foi traduzida em holandês como Een lach en een traan ("Um sorriso e uma lágrima").
No filme belga Camping Cosmos ele interpretou Harry, o salva-vidas homossexual que não presta atenção em Lolo Ferrari que está encarnando uma caricatura de Pamela Anderson.

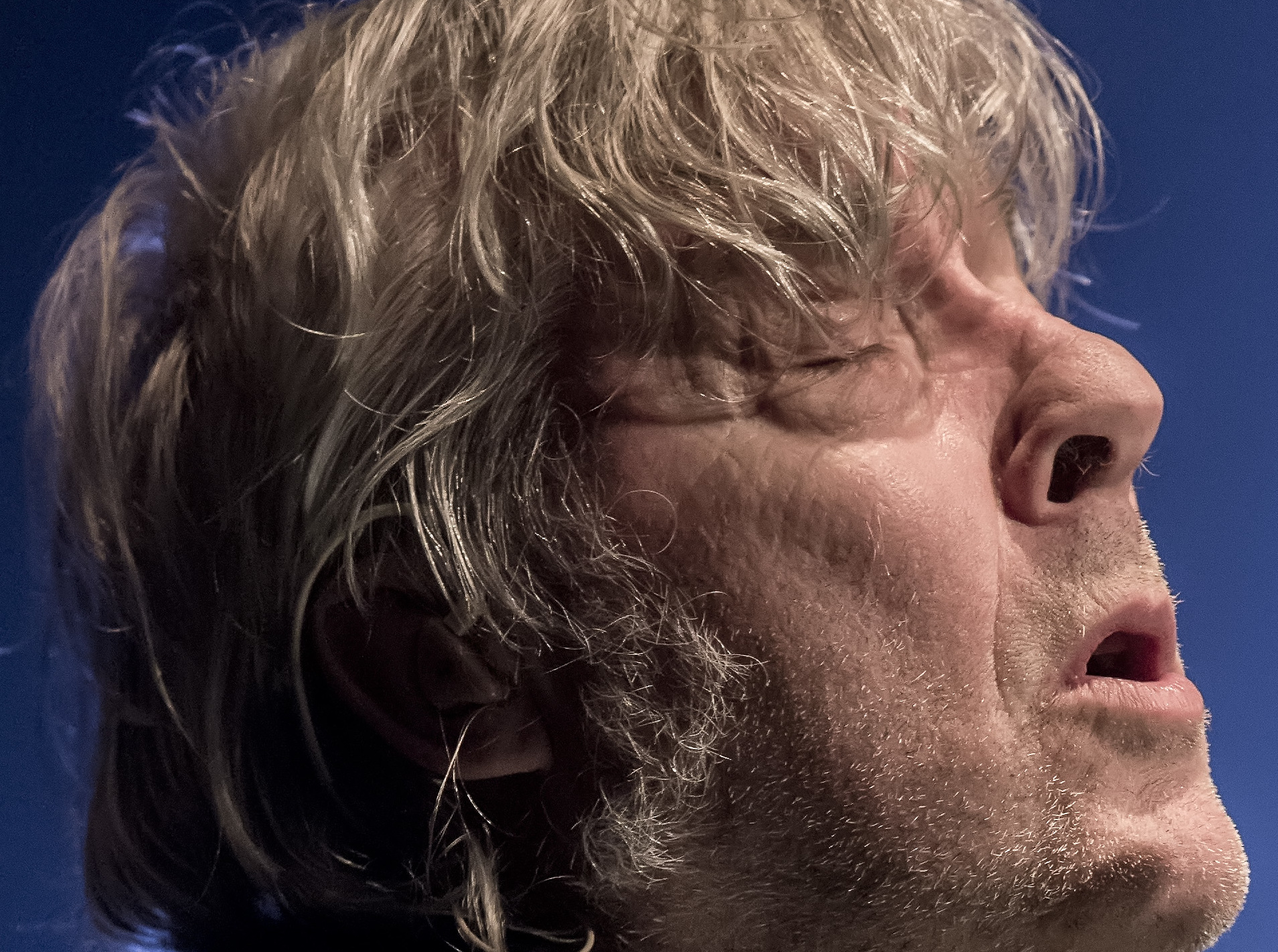
Arno durante um show no final de 2017

No início de 2020, Arno adiou sua próxima turnê após ser diagnosticado com câncer no pâncreas. Em 23 de abril de 2022, aos 72 anos, o artista morreu em decorrência da doença.

## Discografia

### Solo
- Arno (1986)
- Charlatan (1988)
- Ratata (1990)
- Tracks From The Story (1992)
- Idiots Savants (1993)
- Water (1994) com os Subrovnicks
- À La Française (1995)
- Live À La Française (1997)
- Give Me The Gift (1997)
- European Cow Boy (1999)
- À Poil Commercial (1999)
- Le Best Of (2000)
- Arno Charles Ernest (2002)
- Longbox (2002)
- French Bazaar (2004)
- Live in Brussels (2005)
- Jus De Box (2007)
- Covers Cocktail (2008) Vendido apenas com a revista belga Humo
- Brussld (2010)
- Future Vintage (2012)
- Le coffret essentiel (2014)
- Human Incognito (2016)*'
- Santeboutique (2019)[4]
- Vivre (2021)[5]

### Freckleface
- Freckleface (1972)

### Com Tjens Couter
- Who Cares (1975)
- Plat Du Jour (1978)
- Singles 1975-1980 (1978)
- If It Blows (Let It Blow) (1991)

### Com TC Matic
- TC Matic (1981)
- L'Apache (1982)
- Choco (1983)
- Yé Yé (1985)
- The Best Of (Ça Vient, Ça Vient, Change Pas Demain) (1986)
- Compil Complet! (2000)
- TC Matic - The Essential (2003)

### Como Charles
- Charles Et Les Lulus (1991) com Roland Vancampenhout, Adriano Cominotto e Piet Jorens.
- Charles and the White Trash European Blues Connection (1998)

## Filmografia
- 1987: Skin (de Guido Henderickx) como  Chico
- 1996: Camping Cosmos (de  Jan Bucquoy) como ele mesmo
- 1997: Alors voilà  (de  Michel Piccoli) como ele mesmo
- 1999: Surveiller les tortues (Curta, de  Inès Rabadan) como André
- 2006: Komma (de  Martine Doyen) como Peter De Wit / Lars Ericsson
- 2007: Ex Drummer (de  Koen Mortier)
- 2007: Parade nuptiale (de  Emma Perret)
- 2007: I Always Wanted to Be a Gangster (de  Samuel Benchetrit) como ele mesmo
- 2009: Petites vacances à Knokke-le-Zoute (Filme para TV, de Yves Matthey) como Maurice
- 2014: Le goût des myrtilles (de Thomas De Thier) como Eric Dessart
- 2015: Prejudice (de Antoine Cuypers) como Alain